# 머큐리스팀
머큐리스팀 엔터테인먼트 S.L.(MercurySteam Entertainment S.L.)는 스페인의 비디오 게임 개발사이다. 본사는 마드리드주 산세바스티안데로스레예스에 위치한다. 리벨 액스 스튜디오스에서 근무하던 개발자들이 모여 설립한 회사로, 타 게임사와 협력해 게임을 제작하며 주요 작품으로 《캐슬바니아: 로즈 오브 섀도》 삼부작과 《메트로이드: 사무스 리턴즈》가 있다.

## 역사
2010년, 머큐리스팀의 개발자 데이브 콕스가 프로듀서를 맡아 코나미 배급의 《캐슬바니아: 로즈 오브 섀도》를 개발해 출시했다. 이후 《캐슬바니아: 로즈 오브 섀도 - 미러 오브 페이트》와 《캐슬바니아: 로즈 오브 섀도 2》를 연이어 제작했다.
2015년, 닌텐도 라이프는 머큐리스팀이 Wii U와 닌텐도 3DS로 머큐리스팀이 《메트로이드》 신작 프로토타입을 제작했으나 반려되고 이후 다른 게임으로 전환했을 가능성을 제시했다. 이후 실제로는 머큐리스팀이 《메트로이드 퓨전》 리메이크를 닌텐도에 제안한 것으로 밝혀졌다. 이 제안은 거절당했으나 《메트로이드》 시리즈 제작자 사마모토 요시오가 프로토타입을 보고 《메트로이드》에 대한 제작진의 열정에 감명을 받아 이후 협력해 2017년작 《메트로이드: 사무스 리턴즈》를 제작하는 계기가 됐다.
2020년 12월, 노르디스크 필름이 노르디스크 게임스 지사 명의로 머큐리스팀의 주식 40%를 매입했다.

## 제작 게임
| 발매연도 | 제목                                          | 플랫폼                                                                                      | 배급사              | 참조                             |
| -------- | --------------------------------------------- | ------------------------------------------------------------------------------------------- | ------------------- | -------------------------------- |
| 2004     | 스크랩랜드                                    | 마이크로소프트 윈도우, 엑스박스                                                             | 인라이트 스튜디오스 |                                  |
| 2006     | 좀비스                                        | 노키아 6680, 노키아 N70                                                                     | 머큐리스팀          |                                  |
| 2007     | 클라이브 바커의 제리코                        | 마이크로소프트 윈도우, 플레이스테이션 3, 엑스박스 360                                       | 코드마스터즈        | Alchemic Productions와 공동 개발 |
| 2010     | 캐슬바니아: 로즈 오브 섀도                    | 마이크로소프트 윈도우, 플레이스테이션 3, 엑스박스 360                                       | 코나미              | 코지마 프로덕션스와 공동 개발    |
| 2013     | 캐슬바니아: 로즈 오브 섀도 - 미러 오브 페이트 | 닌텐도 3DS, 마이크로소프트 윈도우, 플레이스테이션 3, 엑스박스 360                           | 코나미              |                                  |
| 2014     | 캐슬바니아: 로즈 오브 섀도 2                  | 마이크로소프트 윈도우, 플레이스테이션 3, 엑스박스 360                                       | 코나미              |                                  |
| 2017     | 메트로이드: 사무스 리턴즈                     | 닌텐도 3DS                                                                                  | 닌텐도              | 닌텐도 EPD와 공동 개발           |
| 2017     | 스페이스로즈                                  | 마이크로소프트 윈도우, 플레이스테이션 4, 엑스박스 원, 플레이스테이션 5, 엑스박스 시리즈 X/S | 머큐리스팀          |                                  |
| 2021     | 메트로이드 드레드                             | 닌텐도 스위치                                                                               | 닌텐도              | 닌텐도 EPD와 공동개발            |